# Adidas Pelias
De Adidas Pelias werd voor het eerst gebruikt op het onderdeel voetbal van de Olympische Spelen 2004 en was de officiële bal voor alle FIFA-toernooien in Europa in 2004. De Pelias werd het jaar daarop vervangen door de Pelias 2, die in 2005 werd gebruikt voor alle FIFA-voetbalevenementen in Europa in dat jaar. De bal werd ontworpen door adidas en is gemaakt van hetzelfde materiaal als de Adidas Roteiro (de officiële wedstrijdbal van het Europees kampioenschap voetbal 2004). Men gebruikte een techniek waarbij de bal veel ronder gemaakt werd; ook bevat het Adidas' Krachtbalans, waardoor de bal beter was om mee te richten. Zowel de Pelias als de Pelias 2 werd door de FIFA goedgekeurd en droeg het keurmerk. De Pelias en de nieuwe Pelias 2 hebben ongeveer dezelfde opdruk en ontwerp, met maar enkele verschillen die aan de dikte van de lijnen en grootte van de vlakken ligt. De kleuren zijn lichtelijk veranderd.